# Федіївська сільська рада (Решетилівський район)
Федіївська сільська рада — адміністративно-територіальна одиниця у Решетилівському районі Полтавської області з центром у c. Федіївка.
Населення — 718 осіб.

## Населені пункти
Сільраді були підпорядковані населені пункти:
- c. Федіївка
- с. Лучки